# Aethria paula
Aethria paula là một loài bướm đêm thuộc phân họ Arctiinae, họ Erebidae.